# Élection présidentielle américaine de 1848
L'élection présidentielle américaine de 1848 est la seizième élection présidentielle organisée depuis l'adoption de la Constitution américaine en 1787. Elle se déroule le mardi 7 novembre 1848.
Le scrutin se déroule à peine quelques mois après la fin de la Guerre américano-mexicaine qui vit les États-Unis réaliser leur plus grande expansion territoriale depuis l'achat de la Louisiane en 1803. Depuis les débats sur l'annexion du Texas, les partis politiques dominant, le Parti démocrate et le Parti whig, sont divisés sur la question de l'extension territoriale au nom de la « Destinée manifeste », mais plus encore sur la question de l'esclavage. Au sein des deux partis, les antiesclavagistes se détachent puis se radicalisent face aux positions des élus esclavagistes, en particulier dans les États du Sud. Les divisions sont telles que l'élection présidentielle se transforma en une triangulaire.
L'élection vit s'affronter le général Zachary Taylor — un des héros de la Guerre américano-mexicaine — pour le Parti whig, le sénateur du Michigan Lewis Cass pour le Parti démocrate et l'ancien président Martin Van Buren pour le Parti du sol libre. C'est la deuxième et dernière fois que le Parti whig remporte l'élection présidentielle.

## Conditions d'éligibilité
Ne peuvent se présenter, selon l'article II section première de la Constitution, que les citoyens américains:
- Américains de naissance ;
- âgés d'au moins 35 ans ;
- ayant résidé aux États-Unis depuis au moins 14 ans.

## Nominations

### Parti démocrate
Le président sortant James K. Polk avait annoncé ne vouloir effectuer qu'un seul mandat. Il renonça à concourir pour la nomination démocrate.
Les démocrates étaient divisés sur la question de l'esclavage, en particulier dans l'État de New York où les deux factions des Barnburners et Hunkers (es) étaient de plus en plus opposés. Les Barnburners (« Brûleurs de grange » en français) incarnaient la faction antiesclavagiste, et certains d'entre eux avaient déjà quitté le parti pour fonder le Parti de la liberté qui n'eut guère de succès électoraux. De leur côté, les Hunkers se sont alliés avec les whigs new-yorkais pour empêcher le gouverneur de l'État de New York Silas Wright (en) d'être réélu. Les démocrates tentèrent de rallier à eux Zachary Taylor, héros de la Guerre américano-mexicaine, mais il était plus proche du Parti whig. Un candidat se détacha pour la nomination, le sénateur du Michigan Lewis Cass qui préconisait de laisser les États régler la question du statut de l'esclavage via le vote, reprenant le principe de la souveraineté populaire qu'il avait découvert lors de son séjour en France comme ambassadeur. De plus, Cass s'était opposé à la clause Wilmot qui avait pour objectif d'interdire l'extension de l'esclavage aux territoires pris au Mexique, y compris le Texas. Les démocrates antiesclavagistes rejetant toute extension de l'esclavage, ils quittèrent le parti après la nomination de Cass comme candidat à la présidence. L'ancien représentant pour le Kentucky et général William Orlando Butler fut choisi comme candidat à la vice-présidence, lui-même s'étant opposé à la clause Wilmot.
| Ticket démocrate de 1848         |                                           |
| Lewis Cass                       | William Orlando Butler                    |
| Candidat à la présidence         | Candidat à la vice-présidence             |
|                                  |                                           |
| Sénateur du Michigan (1845–1848) | Représentant pour le Kentucky (1839–1843) |

### Parti whig
Le Parti whig était avant tout l'adversaire du Parti démocrate et hostile par principe à l'extension de l'esclavage. Le parti fut fort mal à l'aise lors de la Guerre américano-mexicaine, et la plupart des élus whigs au Congrès ont voté la déclaration de guerre pour éviter que le parti ne devienne impopulaire. La plupart des prétendants à la nomination, notamment Henry Clay et Daniel Webster, étaient hostiles à l'extension de l'esclavage. Clay s'opposa une éventuelle extension territoriale, qui devint effective après la signature du Traité de Guadalupe Hidalgo. Les sénateurs votèrent en grande majorité la ratification du traité, de façon à mettre un terme à la guerre. Pendant la guerre, le sénateur du Kentucky John J. Crittenden mirent en avant le nom du général Zachary Taylor dans l'espoir qu'en cas de candidature, le parti mènerait campagne principalement sur sa personnalité et non pas sur son programme économique.
Le parti tint sa Convention nationale (en) à Philadelphie et Taylor fut en tête de chaque scrutin organisé, fortement soutenu par les délégués des États esclavagistes. Dès le premier tour, il remporta les voix de 85 des 111 délégués esclavagistes. Il est officiellement désigné candidat à la présidence au quatrième tour de scrutin. Daniel Webster refusa la nomination à la vice-présidence qui revint à Millard Fillmore, ancien représentant de l'État de New York devenu Contrôleur financier de l'État (en).
| Ticket whig de 1848                               |                                                                 |
| Zachary Taylor                                    | Millard Fillmore                                                |
| Candidat à la présidence                          | Candidat à la vice-présidence                                   |
|                                                   |                                                                 |
| Major général de l'United States Army (1846–1849) | 14e Contrôleur financier de l'État de New York (en) (1848–1849) |

### Parti du sol libre
Les Barnburners démocrates se sont retirés de la Convention nationale démocrate (en) après que Lewis Cass et William Orlando Butler aient été désignés pour former le ticket démocrate. Peu de temps après la convention démocrate, un groupe de militants whigs commença à réfléchir à la tenue d'une convention réunissant activistes et représentants politiques antiesclavagistes en cas de désignation de Zachary Taylor comme candidat whig. Après que la nomination de Taylor fut officielle, les whigs antiesclavagistes décidèrent d'organiser une convention qui se tint à Buffalo au début du mois d'août,.
Les Barnburners se réunirent à Utica les 22 et 23 juin 1848 et désignèrent l'ancien président Martin Van Buren comme leur candidat. Cependant, la candidature de Van Buren n'était pas bien vue par tous les participants. Proche d'Andrew Jackson, il fut pro esclavagiste pendant sa présidence et s'illustra notamment lors de la révolte du navire La Amistad en 1838. Van Buren déclara que l'esclavage devait être interdit dans tous les nouveaux territoires acquis du Mexique et que l'esclavage était contraire « aux principes de la Révolution américaine ». Pour les convaincre, le Free Soiler Charles Sumner écrivit : « Ce n'est pas pour le Van Buren de 1838 que nous devons voter mais pour celui d'aujourd'hui ». Van Buren remporta la nomination en grande partie grâce au soutien des délégués whigs, étant donné que certains Free Soilers avait défendu l'abolition de l'esclavage à Washington, mais aussi dans tout le pays. Comme candidat à la vice-présidence, la convention désigna un whig antiesclavagiste, le petit-fils de l'ancien président John Adams et plus jeune fils de l'ancien président John Quincy Adams Charles Francis Adams,.
| Ticket Free Soiler de 1848              |                                              |
| Martin Van Buren                        | Charles Francis Adams                        |
| Candidat à la présidence                | Candidat à la vice-présidence                |
|                                         |                                              |
| 8e Président des États-Unis (1837–1841) | Membre du Sénat du Massachusetts (1844–1845) |

## Campagne
Les deux principaux partis firent principalement campagne sur la personnalité de leurs candidats. Les whigs menèrent deux campagnes différentes entre le Nord et le Sud, parlant principalement de leurs mesures économiques dans un cas et mettant en avant la personnalité de Taylor et le fait qu'il soit lui-même propriétaire d'esclaves dans l'autre. Les Free Soilers firent campagne presque exclusivement sur l'interdiction de l'extension de l'esclavage dans les nouveaux territoires,.

## Résultats
Zachary Taylor l'emporte avec la majorité relative du vote populaire et une courte majorité absolue du Collège électoral.
| Candidats        | Candidats                  | Candidats          | Grands électeurs | Vote populaire | Vote populaire |
| À la présidence  | À la vice-présidence       | Parti              | Grands électeurs | Voix           | %              |
| ---------------- | -------------------------- | ------------------ | ---------------- | -------------- | -------------- |
| Zachary Taylor   | Millard Fillmore           | Parti whig         | 163              | 1 361 393      | 47,3 %         |
| Lewis Cass       | William Orlando Butler     | Parti démocrate    | 127              | 1 223 460      | 42,5 %         |
| Martin Van Buren | Charles Francis Adams, Sr. | Parti du sol libre | 0                | 291 501        | 10,1 %         |
| Autres candidats |                            |                    |                  | 2 830          | 0,1 %          |
| Total            | Total                      | Total              | 290              | 2 879 184      | 100,00 %       |

## Analyse
Zachary Taylor et Lewis Cass l'emportèrent chacun dans 15 États. Taylor l'emporta dans 8 États esclavagistes contre 7 à Cass. De plus, il parvient à faire mieux que Henry Clay quatre ans plus tôt dans le Sud et bénéficie de la défection d'une partie des électeurs démocrates, en particulier dans l'État de New York et en Nouvelle-Angleterre,. Martin Van Buren réalise un bon score malgré son absence dans les États du Sud. Contrairement aux prédictions des Free Soilers, il n'obtient aucun grand électeur. Comme quatre ans plus tôt, l'État de New York fut le swing state de l'élection.

## Conséquences
L'élection présidentielle de 1848 est fondamentale dans l'histoire américaine car c'est elle qui fit de l'esclavage la question politique dominante, la question n'ayant jamais été vraiment abordée frontalement depuis l'adoption du compromis du Missouri en 1820.
Le Parti whig, qui n'a jamais eu de véritable structure idéologique, ne se remettra pas des débats sur l'esclavage et de la mort de Zachary Taylor en juillet 1850 des suites d'une gastro-entérite aiguë très mal soignée par les médecins de la Maison-Blanche.